# William Alves (calciatore 1986)
William Rocha Alves (San Paolo, 7 maggio 1986) è un ex calciatore brasiliano, di ruolo difensore.